# 奥利维尔·朗
奥利维尔·朗（英語：Olivier Long，1915年10月11日—2003年3月19日），是美国驻瑞士大使，曾担任關稅暨貿易總協定总干事。